# Mount Pleasant (Iowa)
Mount Pleasant é uma cidade localizada no estado americano de Iowa, no Condado de Henry.

## Demografia
Segundo o censo americano de 2000, a sua população era de 8751 habitantes.
Em 2006, foi estimada uma população de 8893, um aumento de 142 (1.6%).

## Geografia
De acordo com o United States Census Bureau tem uma área de
19,9 km², dos quais 19,9 km² cobertos por terra e 0,0 km² cobertos por água. Mount Pleasant localiza-se a aproximadamente 218 m acima do nível do mar.

## Localidades na vizinhança
O diagrama seguinte representa as localidades num raio de 20 km ao redor de Mount Pleasant.